# ヴィンランド地図

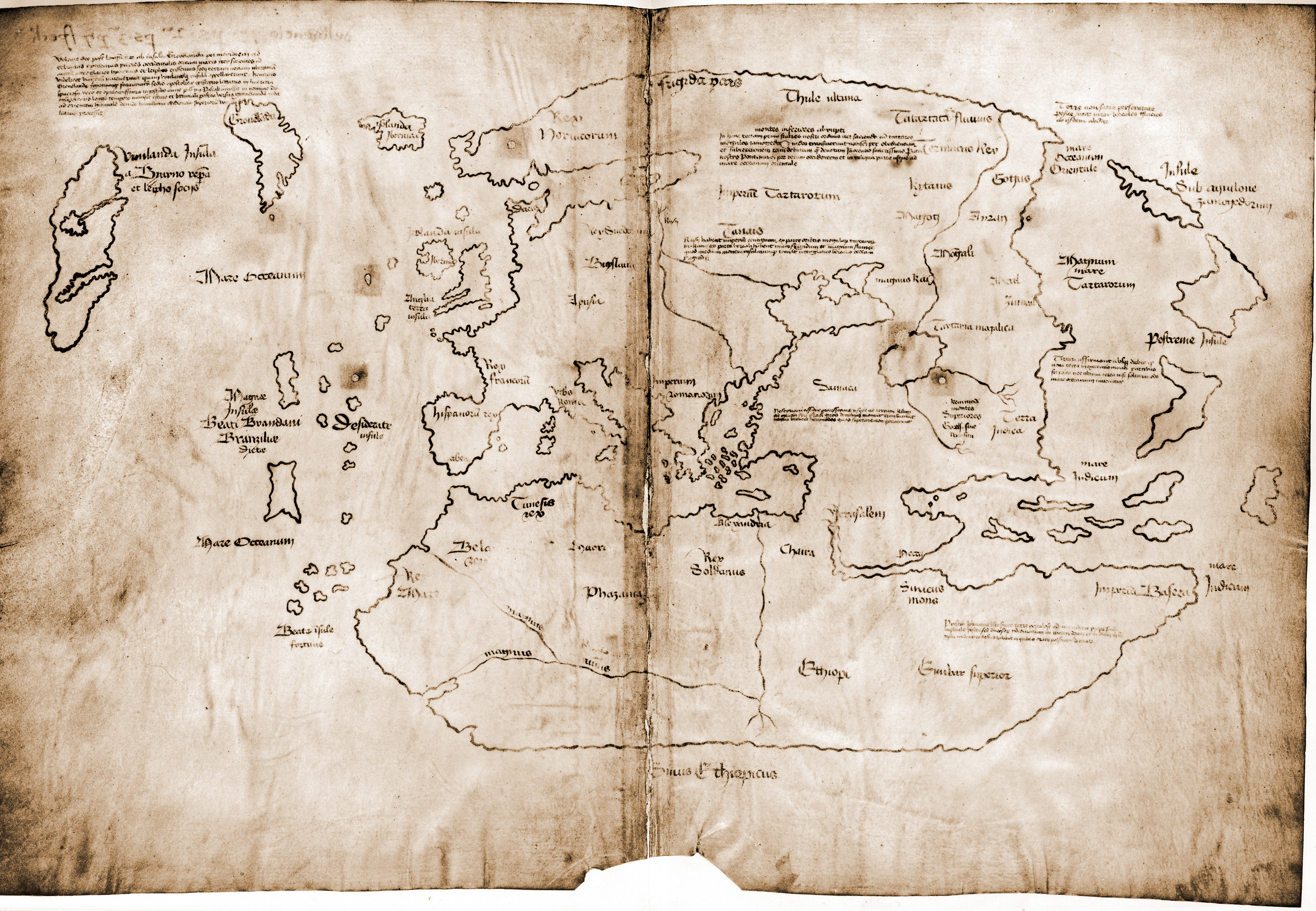
ヴィンランド地図

ヴィンランド地図（ヴィンランドちず）は、1957年に発見された15世紀ごろに作られたとされる北アメリカ大陸の一部が描かれている地図で、コロンブスが新大陸を発見するより前に描かれたとされ、注目を集めた。しかし多数の不審な点から後年の捏造だとされる。

## 概要
この地図はヨーロッパ・アフリカ・アジア（旧世界）のほか、グリーンランド、さらにその西に「ヴィンランド（Vinlanda Insula）」と書かれた北アメリカ大陸の一部が描かれている。
この地図が明るみになったのは1957年のことで、アメリカのイェール大学に送られた。この地図が公開されたのは、1965年のコロンブス・デーの前日であった。

## 論争

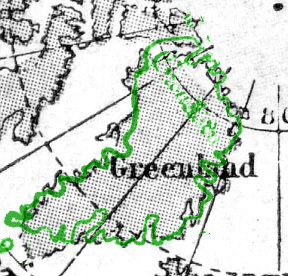
「ヴィンランド地図」のグリーンランド(緑)と20世紀の地図のグリーンランドの比較

公開されるとこの地図は大きな論争を巻き起こした。この地図に対する疑問として、グリーンランドの正確さが挙げられた。1502年に作られた「カンティノ地図」などとは違い、グリーンランドを島として、海岸線もくわしく描かれており、（スカンジナビア半島よりも正確である）贋作が疑われた。
1974年にはインクの検査が行われ、インクに20世紀まで顔料として入手できなかった二酸化チタンが発見された。
1987年には再調査が行われ、インクには微量(0.0062重量%)のチタンしか存在していないことが判明した。
2002年に羊皮紙の放射性炭素年代測定が行われ、羊皮紙が作られたのを1423年から1445年の間とした。
2011年、イェール大学のポール・フリードマン教授は、この地図は「残念ながら偽物」であるという見解を表明した。